# Demetrios
Demetrios (Δημήτριος) ist ein griechischer Vorname, der vom Namen der Göttin Demeter abgeleitet ist. Ihm entspricht im Lateinischen Demetrius. Zu modernen Varianten siehe im Artikel zu Dimitrios, bei dem es sich um denselben Namen in neugriechischer Aussprache handelt (die Schreibung ist im Griechischen identisch).

## Namensträger

### Herrscher
- Demetrios I. (Soter), König des Seleukidenreiches († 150 v. Chr.)
- Demetrios (Antigonide) († 181 v. Chr.), makedonischer Prinz aus der Dynastie der Antigoniden
- Demetrios I. Poliorketes, bedeutender Diadochenkönig († 283 v. Chr.)
- Demetrios (Kyrene), Demetrios der Schöne, Herrscher von Kyrene († 249/248 v. Chr.)
- Demetrios I. (Baktrien), König des baktrischen Reiches († 182 v. Chr.)
- Demetrios II. (Seleukidenreich), genannt Nikator, König des Seleukidenreiches († 125 v. Chr.)
- Demetrios II. (Makedonien), König von Makedonien († 229 v. Chr.)
- Demetrios II. (Baktrien), König von Baktrien († um 150 v. Chr.)
- Demetrios III. Eukairos, König des Seleukidenreiches († 88 v. Chr.)
- Demetrios III. (Baktrien), König von Baktrien († um 100 v. Chr.)
- Demetrios von Phaleron, Philosoph und Politiker († um 280 v. Chr.)
- Demetrios von Pharos, Herrscher auf Korkyra († 214 v. Chr.)
- Demetrios Palaiologos, Herrscher von Morea (1407–1470)

### Bürgerliche (Antike)
- Demetrios von Alexandria (Alabarch), reicher Jude und Alabarch in Alexandreia, heiratet die Mariamme, Tochter des Königs Agrippa I.
- Demetrios von Alexandria (Bildhauer), Bildhauer, Sohn des Apollonios
- Demetrios von Alexandria (Freund des Favorinus), Freund und Schüler des Favorinus, in dessen Manier er unter Marcus Aurelius in Rom Vorträge hielt
- Demetrios von Alexandria (Kampfsportler), griechischer Pankratiast, fl. 2. Jahrhundert
- Demetrios von Alexandria (Kyniker), Kyniker um 300 v. Chr., Schüler des Theombrotos
- Demetrios von Alexandria, griechischer Philosoph, siehe Demetrios Kythras (fl. 359)
- Demetrios von Alexandria (Peripatetiker), griechischer peripatetischer Philosoph, Sophist und Rhetoriker, fl. vermutlich um 170
- Demetrios von Alexandria (Stadionläufer), griechischer Stadionläufer, fl. 228 v. Chr.
- Demetrios von Athen (Dichter), epischer und komischer Dichter der Älteren Komödie (daher auch Demetrios der Ältere)
- Demetrios von Athen (Bildhauer), athenischer Bildhauer, Sohn des Philon aus dem Demos Ptelea
- Demetrios von Byzanz (Historiker), griechischer Geschichtsschreiber, 3. Jahrhundert v. Chr.
- Demetrios von Byzanz (Philosoph), griechischer Philosoph, 1. Jahrhundert v. Chr.
- Demetrios von Erythrai (Dichter), griechischer Dichter, verfasste auch rhetorische und historische Werke
- Demetrios von Erythrai (Grammatiker), griechischer Grammatiker
- Demetrios von Kallatis, griechischer Geschichtsschreiber
- Demetrios (Kyniker), kynischer Philosoph des 1. Jahrhunderts
- Demetrios Lakon, epikureischer Philosoph des 2. Jahrhunderts v. Chr.
- Demetrios von Magnesia, Grammatiker des 1. Jahrhunderts v. Chr.
- Demetrios (Silberschmied), griechischer Silberschmied des 1. Jahrhunderts
- Demetrios (Sohn des Althaimenes) († wohl 325 v. Chr.), Feldherr Alexanders des Großen
- Demetrios (Soldat) († 330 v. Chr.), Leibwächter Alexanders des Großen

### Bürgerliche (Mittelalter und Neuzeit)
- Demetrios Chalkokondyles (1424–1511), griechischer Humanist
- Demetrios Christodoulou (* 1951), griechischer Mathematiker und Physiker

### Geistliche
- Demetrius von Alexandria (auch Demetrios, † 232), Bischof von Alexandria
- Demetrios von Thessaloniki, Heiliger (3. Jahrhundert)
- Demetrius I. (Patriarch) = Dimitrios Papadopoulos, Patriarch von Konstantinopel (1914–1991)
- Demetrios von Amerika (* 1928), Primus der orthodoxen Erzdiözese von Amerika und Exarch des atlantischen und pazifischen Ozeans